# Mariano Blanco González
Mariano Blanco González (Gijón, Asturias, 1903-Celanova, 22 de septiembre de 1939) fue un anarcosindicalista español, militante en la Confederación Nacional del Trabajo (CNT).
Fue militante en la CNT, en la que fue secretario general del sindicato de Artes gráficas de Asturias, así como secretario de redacción del periódico CNT.

## Biografía
Mariano Blanco González nació en Gijón en 1903, hijo de Josefa González y Venancio Blanco. Participó en la revolución de 1934, tras la que marchó a Zaragoza. Regresó a Gijón en 1936.
En la tarde-noche del 20 de octubre de 1937, durante la Guerra civil española, Mariano Blanco fue evacuado junto con cerca de doce mil milicianos y civiles que salieron de los puertos de Gijón, Avilés o Luanco en más de sesenta barcos. Varios de estos barcos fueron interceptados por el bando sublevado, entre ellos el buque Llodio en el que estaba Mariano Blanco. Fue detenido y en octubre de 1937 desembarcó en Cedeira, de donde lo trasladaron al campo de concentración de Camposancos.
Fue juzgado en julio de 1939 y condenado a muerte. Para ello fue trasladado a la prisión central de Celanova, donde fue fusilado el 22 de septiembre. Su cuerpo fue enterrado en una fosa común.
Su cuerpo fue localizado e identificado en 2022.